# Beranang
Beranang is een plaats in de Maleisische deelstaat Selangor.
Beranang telt 470 inwoners.